# Nootkaton
Nootkaton ist ein bicyclisches Sesquiterpen und kommt als spezifisches Aroma in vielen Citrusarten vor. Natürliches Nootkaton ist ein hochpreisiger natürlicher Aromastoff und findet seine Hauptanwendung als Aromastoff in Erfrischungsgetränken und als Pharmazeutikum. Die Isolierung aus natürlichen Quellen ist sehr teuer, da der Gehalt dieses Stoffes bei nur ca. 0,01 % in Mandarinen- und Orangenöl und ca. 0,5 % in Grapefruitöl liegt.

## Eigenschaften

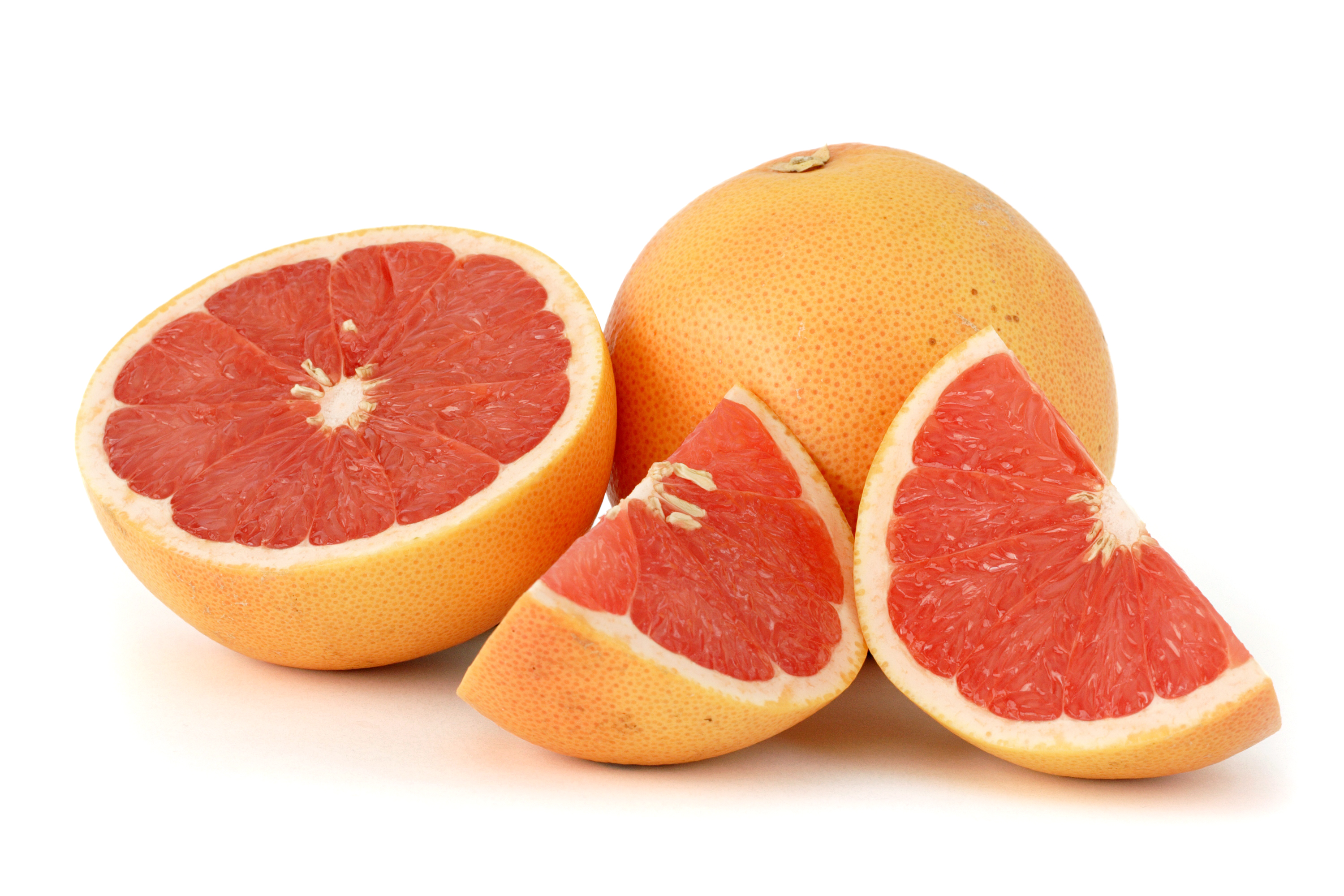
Grapefruit, hier mit rotem Fruchtfleisch

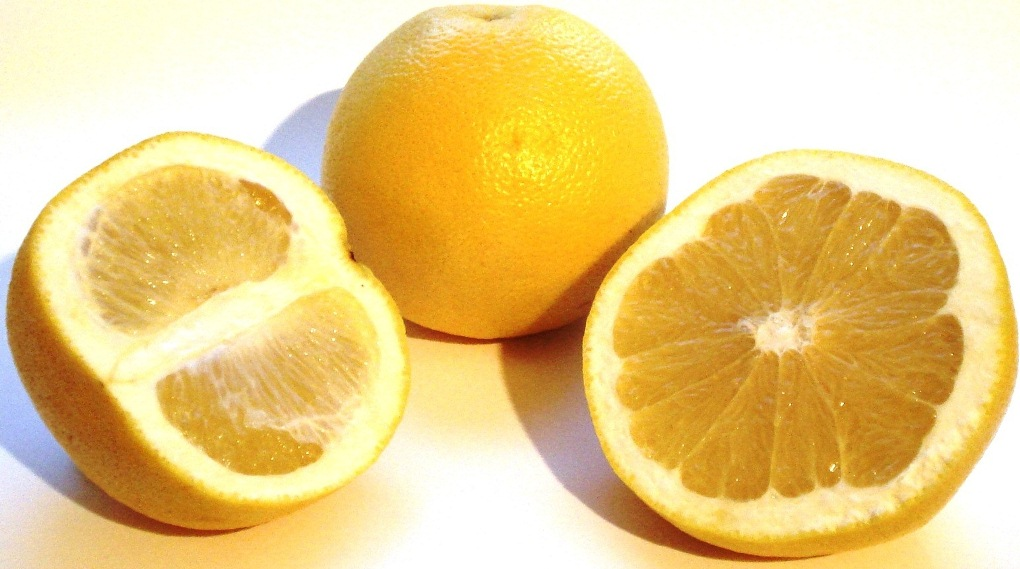
Grapefruit mit gelbem Fruchtfleisch

Nootkaton ist ein kristalliner, farbloser Feststoff, oberhalb des Schmelzpunktes von 32 bis 33 °C eine viskose, gelbe Flüssigkeit. Das Molekül besitzt drei stereogene Zentren. Die beiden Enantiomere unterscheiden sich stark in ihrer Aromaintensität und Aromaeigenschaft:
- (+)-Nootkaton ist der Geruchsträger der Grapefruit; die Geruchsschwelle liegt bei 0,001 ppm[4] und der Geschmack ist bitter[5].
- (−)-Nootkaton besitzt einen holzartigen Geruch; die Geruchsschwelle beträgt 1 ppm.

Der Marktpreis für natürliches (+)-Nootkaton liegt bei 4.000 bis 6.500 €/kg.

## Technische Herstellung von Nootkaton aus Valencen
Es gibt verschiedene Verfahren zur Herstellung von Nootkaton. Die meisten gehen vom bicyclischen Sesquiterpen (+)-Valencen aus, das die Hauptkomponente des etherischen Öls der Valencia-Orange und der Grapefruit ist (neben Limonen, Myrcen und Linalool und weiteren terpenoiden Nebenkomponenten). Valencen ist billig und in großen Mengen verfügbar.

### Chemische Verfahren
- Photooxygenierung in Gegenwart von Kupfersalzen[6]
- Metallkatalytische Transformation[7]
- Oxidation mit tert-Butylperacetat oder tert-Butylchromat, Butylchromat und Valencen[8][9]
- Synthese aus Cyclohexen- bzw. Cyclohexadien-Derivaten[10]

### Biotechnologische Verfahren
Im Gegensatz zu dem mit chemischen Verfahren hergestellten ist das biotechnologisch erzeugte Nootkaton als natürlich zu bezeichnen und darf so auch als natürlicher Aromastoff eingesetzt werden.
Zu diesen Verfahren zählen Ganzzellbiotransformation durch
- Pilze wie Chaetomium globosum, Pleurotus sapidus, Botryosphaeria rhodina, Phanerochaete chrysosporim, Botryosphaeria dothide, Trametes spec.[11][12][7]
- Bakterien wie Enterobacter sp., Rodococcus KSM-5706[13][12][14]
- Pflanzen wie Gynostemma pentaphyllum[15]

Auch über andere biotechnologische Verfahren kann Nootkaton synthetisiert werden:
- Enzymatische Verfahren (isoliertes Enzym)
- Laccase z. B. aus Trametes versicolor[16]
- Ligninperoxidase[17]
- P450-Monooxygenasen[18]

## Verwendung
Neben der Hauptanwendung als Aromatisierungsmittel für Getränke kann es als Insektenrepellent und als Reifungsindikator eingesetzt werden.